# Gekirindan
Gekirindan (逆鱗弾?) è un videogioco arcade del 1995 sviluppato e pubblicato dalla Taito. Trattasi di uno sparatutto a scorrimento verticale simile a quelli prodotti da Toaplan, infatti, venne programmato da alcuni suoi ex impiegati dopo che la compagnia chiuse i battenti per bancarotta nel 1994.
Il titolo ha ricevuto una conversione per Sega Saturn ed è incluso nella raccolta Taito Legends 2 per PlayStation 2, Xbox e PC.

## Trama
Nell'anno 3195, una macchina del tempo viene creata sulla Terra e prontamente rubata da un essere meccanizzato non identificato noto come "Huge Boss". Questa entità malvagia usa il dispositivo per viaggiare indietro nel tempo e riscrivere 3000 anni di storia umana. L'unica resistenza che Huge Boss deve affrontare è un gruppo di sei piloti di caccia di più ere che mirano a fermarlo, anche se alcuni di loro hanno motivazioni diverse dal salvare l'umanità.

## Modalità di gioco
Gekirindan ricorda nella sua struttura Truxton II e DonPachi. Il giocatore assume il ruolo di uno dei sei piloti che prendono il controllo del rispettivo velivolo da combattimento spaziale (un futuristico jet da combattimento, un elicottero attrezzato per i viaggi spaziali e un aeroplano vecchio stile rimodellato) attraverso cinque livelli sempre più difficili.
Il gioco rispecchia gli standard degli shoot 'em up verticali del tempo; il giocatore controlla il velivolo scelto su uno sfondo in continuo scorrimento e lo scenario non smette mai di muoversi finché non viene raggiunto un boss. Dispone anche di tre armi: l'arma principale che percorre una distanza massima pari all'altezza dello schermo, un'arma secondaria e tre bombe in grado di annientare qualsiasi nemico catturato nel suo raggio di esplosione.
Una caratteristica unica del gameplay è il sistema di armi principali; simile ad Out Zone, ogni nave è equipaggiata con due armi principali all'inizio che possono essere potenziate raccogliendo le icone "P" e passare dall'una all'altra raccogliendo un'icona "C" che modifica lo schema di tiro del giocatore, mentre le armi secondarie appaiono in alcune occasioni come icone di lettere colorate (che vanno dai missili blu, alle bombe al napalm rosse e a un laser a ricerca verde). Vari altri oggetti possono anche essere raccolti lungo il percorso come 1UP e scorte di bombe aggiuntive. Simile a DonPachi, i giocatori hanno anche la possibilità di scegliere tra tre tipi di navi da combattimento, ognuna con il proprio schema di tiro: A, B e C.
Esistono diversi metodi di punteggio per raggiungere punteggi elevati per ottenere vite extra nel gioco oltre a distruggere i nemici. I punti possono essere guadagnati raccogliendo medaglie d'oro a forma di aquila e una volta terminato il livello, vengono assegnati 5000 punti per ogni medaglie raccolte. Le icone "Bonus" garantiscono anche punti extra afferrandole. Il gioco impiega un sistema di respawn in cui un giocatore singolo abbattuto ricomincerà immediatamente dal luogo in cui è morto. Essere colpiti dal fuoco nemico comporterà la perdita di una vita, nonché una penalità per la riduzione della potenza di fuoco della nave al suo stato originale e una volta perse tutte le vite, la partita è finita. Infine, non vi sono loop aggiuntivi dopo aver completato l'ultima fase.

## Personaggi
- Hokuto Higara – Pilota della nave di tipo A (P1). Un attraente pilota del 32º secolo che cerca di vendicare la morte della sua famiglia con la distruzione di Huge Boss.
- Anne Kutos – Pilota della nave di tipo B (P1). Una giovane donna del 20º secolo, che scrive tutte le sue esperienze mentre attraversa la vita, cercando di salvare la sua famiglia dalla morsa di Huge Boss. Il suo personaggio ricorda Anne Shirley, un popolare personaggio letterario in Giappone.
- Dietza Savis – Pilota della nave di tipo C (P1). Una sosia di Elvis Presley degli anni '50 che cerca di combattere contro Huge Boss per dare una spinta alla sua carriera rock and roll.
- Grother Fedel – Pilota della nave di tipo A (P2). Pilota di un periodo di tempo sconosciuto, sicuro di sé, che affronta Huge Boss per motivi personali, tenendo accanto a sé una foto di una bellissima donna dai capelli scuri.
- Shario Vissen – Pilota della nave di tipo B (P2). Una giovane donna attraente del 32° secolo che tenta di esaudire gli ultimi desideri della sorella recentemente deceduta distruggendo Huge Boss, viaggiando con il suo animale domestico simile a un gatto.
- Orsa e Mayoru – Pilota della nave di tipo C (P2). Due giovani elfi amanti della natura, probabilmente del 32º secolo, che giurarono di rovesciare Huge Boss dopo che il suo attacco contro gli umani aveva cancellato la natura della Terra e quasi estinto tutta la vita animale.

## Accoglienza
In Giappone, la rivista Game Machine elencò Gekirindan nel numero del 15 dicembre come la nona unità arcade di maggior successo del mese, sorpassando titoli del calibro di Tekken 2 e Marvel Super Heroes. Phil Abel di Retro Gamer constatò: "Gekirindan probabilmente non raggiungerà mai lo status di classico. Anche così, regge ancora il confronto con molti dei suoi contemporanei. Di tutti gli sparatutto arcade usciti nel 1995, Gekirindan è decisamente sopra la media; non è DonPachi, ma vale sicuramente la pena di giocarci".